# Modaperf
 (août 2023).
La mise en forme du texte ne suit pas les recommandations de Wikipédia : il faut le « wikifier ».
Les points d'amélioration suivants sont les cas les plus fréquents :
- Les titres sont pré-formatés par le logiciel. Ils ne sont ni en capitales, ni en gras.
- Le texte ne doit pas être écrit en capitales (les noms de famille non plus), ni en gras, ni en italique, ni en « petit »…
- Le gras n'est utilisé que pour surligner le titre de l'article dans l'introduction, une seule fois.
- L'italique est rarement utilisé : mots en langue étrangère, titres d'œuvres, noms de bateaux, etc.
- Les citations ne sont pas en italique mais en corps de texte normal. Elles sont entourées par des guillemets français : « et ».
- Les listes à puces sont à éviter, des paragraphes rédigés étant largement préférés. Les tableaux sont à réserver à la présentation de données structurées (résultats, etc.).
- Les appels de note de bas de page (petits chiffres en exposant, introduits par l'outil «  Source ») sont à placer entre la fin de phrase et le point final[comme ça].
- Les liens internes (vers d'autres articles de Wikipédia) sont à choisir avec parcimonie. Créez des liens vers des articles approfondissant le sujet. Les termes génériques sans rapport avec le sujet sont à éviter, ainsi que les répétitions de liens vers un même terme.
- Les liens externes sont à placer uniquement dans une section « Liens externes », à la fin de l'article. Ces liens sont à choisir avec parcimonie suivant les règles définies. Si un lien sert de source à l'article, son insertion dans le texte est à faire par les notes de bas de page.
- La présentation des références doit suivre les conventions bibliographiques. Il est recommandé d'utiliser les modèles {{Ouvrage}}, {{Chapitre}}, {{Article}}, {{Lien web}} et/ou {{Bibliographie}}. Le mode d'édition visuel peut mettre en forme automatiquement les références.
- Insérer une infobox (cadre d'informations à droite) n'est pas obligatoire pour parachever la mise en page.

Pour une aide détaillée, merci de consulter Aide:Wikification.
Si vous pensez que ces points ont été résolus, vous pouvez retirer ce bandeau et améliorer la mise en forme d'un autre article.
 (août 2023).
Modaperf signifie mouvements, danses et performances. Créé par l'artiste zora snake , c'est un festival culturel regroupant des artistes danseurs et performeurs du monde entier. Il est basé au Cameroun et sa première édition a eu lieu en novembre 2017.
Le festival modaperf est devenu un rendez-vous annuel d'échange, de formation et de développement de productions artistiques et culturelles. Le festival modaperf a pour mission principale d'établir un lien étroit entre les artistes et les populations.
Le festival modaperf est devenu une biennale à partir de 2023.

## Première édition (2017)
La première édition du festival modaperf a eu lieu du 23 au 25 novembre 2017 dans plusieurs endroits de la ville de Yaoundé. En prélude de l'édition 2017 du festival modaperf, un atelier eut lieu sur la vulgarisation du métier de régisseur par Valéry Ebouele du 20 au 22 novembre 2017 à l'institut français du Cameroun. De nombreux artistes ont participé au modaperf 2017, parmi lesquels :  Nathalie Bou (France), Fall Khader (Cameroun), Hervé Yamghen (Cameroun), Tchina Djidda (Cameroun), Marion Alzieu (France), Chloe Begou (France), Gabriella Badjeck (Cameroun), Cruzz Taylor (Congo), Abdias Ngateu (Cameroun).

## Édition 2018
En 2018, en plus de la ville de Yaoundé, le festival modaperf est désormais également accueilli par la ville de douala. La deuxième édition du festival modaperf se déroule donc du 6 au 8 novembre 2018 à douala et du 14 au 18 novembre 2018 à yaoundé sous le thème "construire l'espace public". Au programme des activités : ateliers de danse , débats ouverts , performances et une compétition baptisée battle modaperf avec des rubriques telles le krump, popping et breakdance. L'édition 2018 du festival modaperf accueille des artistes locaux et internationaux parmi lesquels le performeur français Otomo de Manuel.